# Mycoplasma capricolum
Mycoplasma capricolum è una specie di batterio appartenente alla famiglia delle Mycoplasmataceae.